# 阿利森 (爱荷华州)
阿利森（Allison）是美国艾奥瓦州巴特勒县的城市和县城。2010年美国人口普查中的人口为1029人。阿利森是巴特勒县博览会的所在地。 该城市于1881年以美国参议员威廉·博伊德·阿利森（William Boyd Allison）命名。